# Artsbevarelse
Artsbevarelse er et studie af hvorledes klodens biodiversitet påvirkes af f.eks. klimaforandringer, forurening og overudnyttelse af jordens ressourcer. Målet er at kunne beskytte dyr og planter og deres habitater, og dermed hele biosfæren, fra udryddelse. Artsbevarelse er et samarbejde mellem naturvidenskaben og de sociale videnskaber, da artsbevarelse rummer elementer og problematikker fra flere videnskabelige sammenhænge.

## Hvorfor artsbevare?
Årsagerne til at artsbevare er forskellige og afhænger i høj grad af etisk overbevisning, herunder kan nævnes biocentrisme, antropocentrisme og økocentrisme. Men i faktuelle tal ser situationen således ud; I 2010 estimeredes det, at der fandtes 15 millioner forskellige arter på kloden – og i 2014 estimeredes det, at udryddelsesraten var 1000 gange større end den normale baggrundsrate, der blev estimeret til at være 0,01 udryddelser pr. millioner arter pr. år. Dette betyder, at der hvert år udryddes 1500 forskellige arter. Den forhøjede udryddelsesrate skyldes hovedsagelig menneskelig påvirkning af miljøet. Det er endnu uvist hvilke konsekvenser den faldne biodiversitet vil have i fremtiden.

## Hvordan artsbevarer man?
Der er flere forskellige initiativer der bidrager til eller omhandler artsbevarelse:
- Genudsættelse af forsvundne dyre- eller plantearter
- Naturpleje
- Habitatbeskyttelse, f.eks. Natura 2000
- Zoologiske haver

## Eksempler på artsbevarelse
- Genudsætning af bæveren i Danmark
- Genudsætning af ulve i Yellowstone National Park